# Antoni Grau Minguell
Antoni Grau Minguell   (Granyena de Segarra, 26 de juny de 1895 - Sant Quintí de Mediona, 13 de juny de 1972) fou un mestre a l’escola de Sant Quintí de Mediona. Fou mestre durant trenta-un anys de l'escola i l'any 1965 es va posar el seu nom a la nova escola en reconeixement de la seva tasca feta a la vila. El 2019 amb la fusió de l'Escola Grau Minguell i l'Institut Vall del Mediona, el nou centre va perdre el nom del mestre quintinenc i va passar a anomenar-se Institut Escola Sant Quintí de Mediona.

## Biografia

### Principis
Amb l’edat de 39 anys, va arribar juntament amb la seva esposa Matilde Traveset i el seu fill Esteve a Sant Quintí de Mediona, per una demanda de places escolars de l'ajuntament. Foren creades dues aules, una de noies i una de nois, sent ell uns dels dos professors d’una de les aules. Fou conegut per ser una figura influent pels seus alumnes per tenir un gran caràcter, honestedat, integració i conciliació. Fou conegut pels seus alumnes com a "Senyor Grau". La seva carrera com a docent, va durar 31 anys. Va començar a donar classe en l'any 1934 i va jubilar-se l'any 1965 amb l’edat de 70 anys.

### Segona República i Franquisme
L'Antoni, va arribar a Sant Quintí de Mediona a l'època de la Segona República i va està vivint amb els mestres Josep Culubret, Francesca Rabascall, M. Angeles Castillons i Maria Santmartí, durant la persecució de mestres massa implicats en la república quan va acabar la Guerra Civil va perdre dos companys mestres una d'elles Francesca Rabascall se'n va anar l'exili i Josep Culubret foren condemnat quinze anys de presó.
Durant la postguerra, el Govern Franquista va ajudar a tots els mestres, cosa que es va anomenar “La Depuració”. Aquest, era un procés que es basava a utilitzar mètodes com l'autoritarisme, el patriotisme amb Espanya i el predomini de la religió catòlica. Aquest procés constava en desmantellar l'educació republicana, però el senyor Grau, mai va aplicar l'autoritarisme ni el patriotisme. Ell a més a més d'ensenyar les seves matèries (matemàtiques, llengua entre d'altres), va saber transmetre els valors de respecte i solidaritat als seus alumnes.

## El llegat
En inaugurar-se l'escola un 31 d'octubre de 1965, l'ajuntament va decidir posar-li com a nom Antoni Grau Minguell com a reconeixement del fet que fou mestre al poble durant trenta-un anys. A l'acte d'inauguració hi van assistir uns tres-cents alumnes de Grau Minguell i se li va atorgar el títol fill adoptiu de manera pòstuma.
Pel cinquantè aniversari de l'escola, aquesta, juntament amb l'ajuntament i la Biblioteca Municipal, van fer una exposició en homenatge a Antoni Grau Minguell. En aquesta, es recorden els darrers cinquanta anys de l'Escola Antoni Grau Minguell a la vegada que es rememora la figura d'Antoni.
Després de cinquanta-quatre anys amb el mateix nom, el centre educatiu de Sant Quintí de Mediona, va canviar de nom en unir-se amb l'Institut Vall del Mediona. El setembre de 2019 el nom d'Escola Antoni Grau Minguell va quedar en el record, atès que el centre va començar a anomenar-se Institut Escola Sant Quintí de Mediona.